# 呂韶
呂韶（1505年—？），字鳳儀，湖廣黃州府黃岡縣人，民籍，明朝政治人物。

## 生平
湖廣鄉試第九名舉人。嘉靖十四年（1535年）中式乙未科會試第四十八名，登第二甲第四十八名進士。歷官南京户部郎中，二十四年四月考察去職。

## 家族
曾祖呂子貴；祖父呂大才，封經歷；父呂淳，曾任州同知。母舒氏（封孺人）；繼母韓氏。具庆下。